# Leonardo Mifflin
Leonardo William Mifflin Cabezudo, noto semplicemente come Leonardo Mifflin (Lima, 4 gennaio 2000), è un calciatore peruviano, difensore del Cienciano.

## Caratteristiche tecniche
È un terzino sinistro.

## Carriera

### Club
Cresciuto nel settore giovanile del Melgar, ha debuttato in prima squadra il 4 ottobre 2018 disputando l'incontro di Liga 1 vinto 2-0 contro lo Sporting Cristal.

### Nazionale
Ha giocato nella nazionale peruviana Under-17, con la quale nel 2017 ha realizzato una rete in 2 presenze nel campionato sudamericano di categoria.

## Statistiche
Statistiche aggiornate al 10 marzo 2020.

### Presenze e reti nei club
| Stagione        | Squadra         | Campionato      | Campionato | Campionato | Coppe nazionali | Coppe nazionali | Coppe nazionali | Coppe continentali | Coppe continentali | Coppe continentali | Altre coppe | Altre coppe | Altre coppe | Totale | Totale | Totale |
| Stagione        | Squadra         | Comp            | Pres       | Reti       | Comp            | Pres            | Reti            | Comp               | Pres               | Reti               | Comp        | Pres        | Reti        | Pres   | Reti   |        |
| --------------- | --------------- | --------------- | ---------- | ---------- | --------------- | --------------- | --------------- | ------------------ | ------------------ | ------------------ | ----------- | ----------- | ----------- | ------ | ------ | ------ |
| 2018            | Melgar          | PD              | 8          | 0          | CP              | 0               | 0               |                    | -                  | -                  |             | -           | -           | 8      | 0      |        |
| 2019            | Melgar          | PD              | 9          | 0          | CP              | 0               | 0               | CL+CS              | 9+1                | 0                  |             | -           | -           | 19     | 0      |        |
| 2020            | Melgar          | PD              | 4          | 0          | CP              | 0               | 0               | CS                 | 1                  | 0                  |             | -           | -           | 5      | 0      |        |
| Totale carriera | Totale carriera | Totale carriera | 21         | 0          |                 | 0               | 0               |                    | 11                 | 0                  |             | -           | -           | 32     | 0      |        |